# 島田晴雄
島田 晴雄（しまだ はるお、1943年2月21日 - ）は、日本の経済学者。慶應義塾大学名誉教授。前東京都公立大学法人理事長、前千葉商科大学学長。専門は、労働経済学・日本経済論・経済政策。

## 学歴
- 1958年3月 慶應義塾普通部卒業
- 1961年3月 慶應義塾高等学校卒業
- 1965年3月 慶應義塾大学経済学部経済学科（川田寿ゼミ）卒業[2]
- 1967年3月 同大学大学院経済学研究科修士課程修了
- 1970年3月 同大学院経済学研究科博士課程単位取得満期退学
- 1974年6月 米国ウィスコンシン大学マディソン校Ph.D.（労使関係学）[3]

## 略歴
- 1967年 慶應義塾大学経済学部助手。（1967年8月迄）
- 1970年 同助手
- 1973年 同助教授
- 1982年 同教授、東京大学先端科学技術研究センター客員教授、富士通総研経済研究所理事。
- 2007年 慶應義塾大学を定年退職、千葉商科大学教授、学長。
- 2016年 9月30日 健康上の理由により千葉商科大学長を退任。
- 2017年 4月 公立大学法人首都大学東京理事長。
- 2020年 4月 東京都公立大学法人理事長。
- 2021年 3月 東京都公立大学法人学理事長退任。

### 役職
- 東京ベイコート倶楽部（東京ベイコート倶楽部ホテル&スパリゾート）理事長[4]
- 恋人の聖地2006年、2009年選考委員（NPO法人地域活性化支援センター）
- ミレアホールディングス社外取締役
- 一般社団法人外国人雇用協議会顧問[5]
- 富士通総研経済研究所理事長 ( - 2008年3月)[6]
- 電通社外取締役 ( - 2008年6月)[7]
- 一般社団法人全国経営者団体連合会会長（不明年 - ）[8]。
- 一般財団法人東京メトロポリタンオペラ財団顧問 (2016年5月 - 2020年解散)[9]。
- 公益財団法人日本国際フォーラム理事長ならびに同財団グローバル・フォーラム執行世話人（2017年1月-6月 ）[10]。
- 一般社団法人経営者女子会アドバイザー（2019年12月 - ）[11]。

## 人物・活動
- タレント・エコノミストの草分け的存在[12]。植草一秀、竹中平蔵、伊藤元重、高橋進、森永卓郎などは島田のひと周り下の第2世代にあたる[13]。
- 1989年『ヒューマンウェアの経済学』でサントリー学芸賞受賞。
- 第1次小泉内閣発足前夜に小泉純一郎から内閣総理大臣補佐官への就任を打診されたが、研究職との兼職は無理と判断し、断ったという[14]。小泉政権では内閣府特命顧問（2001年-2006年）としてビジットジャパンキャンペーン及び構造改革を推進した[要出典]。
- 内閣府対日投資有識者会議座長として、外国法人株式交換による三角合併を可能とする2006年施行の会社法制定の骨子をまとめた[要出典]。
- 総務省「ふるさと納税研究会」座長として、ふるさと納税制度を推進した[要出典]。
- デフレはマクロの財政政策や金融政策で解消できるものではない、民間の挑戦がなければデフレは解決できないとして、民間主導の経済活動の促進とパターナリズム的な裁量行政を改めるために、規制緩和やセーフティーネット構築が必要と主張している[15]。
- 2011年に銀座シャネル本店で自身初の絵画の個展を開催した[16]。
- 70歳から中国語を勉強し始め[17]、千葉商科大学の学長時代には中国語教室の学生たちに中国の歌を中国語で披露し[18]、現在は日中両言語でブログを公開している[19]。
- 長野県御代田町のゴルフクラブ「グランディ軽井沢ゴルフクラブ」の理事長を務める[20]。
- アナウンサーの根本美緒は教え子

## 著書

### 単著
- 労働経済学のフロンティア 総合労働研究所 1977.1
- フリーランチはもう食えない アメリカ産業社会再生の構図 日本評論社 1984.11
- 労働経済学 岩波書店 1986.7
- 『ヒューマンウェアの経済学―アメリカのなかの日本企業』岩波書店、1988
- 仕事とくらしの経済学 放送大学 1991.2
- 日本企業・次なる変革 共存時代の新たな経営戦略とは PHP研究所 1991.4
- 日本経済矛盾と再生 筑摩書房 1991.4
- 外国人労働者問題の解決策 開かれた「自助の国」をめざして 東洋経済新報社 1993.12
- 日本経済の論点 世界大激動のあとに何が始まるのか PHP研究所 1993.4
- 日本の雇用 21世紀への再設計 ちくま新書 1994.9
- Japan crisis 人を忘れた日本は沈む 講談社 1995.9
- 日本改革論 新産業・雇用創出計画 PHP研究所 1995.1
- 日本再浮上の構想 東洋経済新報社 1997.9
- 「生活直結産業」が日本を救う NTT出版 1999.12
- マーケット・パワー 日本経済再生の鍵 PHP研究所 1999.5
- 新生日本のシナリオ 21世紀、この国のあるべき姿 経済界 2000.11
- 明るい構造改革 こうすれば仕事も生活もよくなる 日本経済新聞社 2001.7
- 『日本経済 勝利の方程式』講談社+α新書 2001
- 『「雇用を創る」構造改革 伸びる生活支援型サービス業』日本経済新聞社、2004
- 『めしのタネ発見地図―ビジネスチャンスが変わった 成功事例付き』かんき出版、2004
- 日本の壊れる音がする 今なら、まだ間に合う! 朝日新聞出版 2010.6
- 岐路ー3．11と日本の再生 NTT出版 2011.6
- 盛衰 2012.7.27
- 日本経済 瀕死の病はこう治せ! 2018.3.8

### 共編著
- 仕事と暮らしの経済学 清家篤 岩波書店 1992.10
- 開花するフィランソロピー 日本企業の真価を問う 編著　ティビーエス・ブリタニカ 1993.1
- 安全と安心の経済学 大田弘子共編著 岩波書店 1995.3
- 日本産業二十一世紀への新戦略 市場価値創造の経営とは何か 野村総合研究所産業構造研究グループ共著 PHP研究所 1996.9
- 労働市場改革 管理の時代から選択の時代へ 太田清共編 東洋経済新報社 1997.9
- オンリーワン ひとりひとりが地球上で唯一の個性 マキノ正幸共著 レゾナンス出版 1998.7
- 法人課税改革 通産省研究グループ共編著 東洋経済新報社 1998.6
- 行政評価 スマート・ローカル・ガバメント 三菱総合研究所政策研究部共著 東洋経済新報社 1999.12
- 産業創出の地域構想 地域経済研究グループ共編著 東洋経済新報社 1999.6
- 高齢・少子化社会の家族と経済 自立社会日本のシナリオ フジタ未来経営研究所共編 NTT出版 2000.3
- 日本の進路を語る 「地方政府・中小企業・生活者」選択とIT 佐藤聡俊共著 NTT出版 2001.4
- 『痛みの先に何があるのか―需要創出型の構造改革』吉川洋共著 東洋経済新報社、2002
- 人のやらないことをやれ! 知恵を絞れば市場は無限、生活創造ビジネスでチャンスをつかめ 山口邦夫共著 オーエス出版 2003.6
- 『住宅市場改革』住宅市場研究会ワーキンググループ共編著　東洋経済新報社 2003
- 日本を元気にする健康サービス産業 健康サービス産業創造研究会共編著 東洋経済新報社 2004.11
- 成功する!「地方発ビジネス」の進め方 NTTデータ経営研究所共著 かんき出版 2006.11
- 少子化克服への最終処方箋 政府・企業・地域・個人の連携による解決策 渥美由喜共著 ダイヤモンド社 2007.2
- 雇用改革 「雇用の質」を改善せよ 根津利三郎共著 東洋経済新報社 2007.9
- これがMBOだ! CVC共著 かんき出版 2007.11

## 翻訳
- 労働組合の活路 リチャード B.フリーマン,ジェームズ L.メドフ共著 岸智子共訳 日本生産性本部 1987.1

## 出演

### 主なテレビ出演
- やじうまプラス（テレビ朝日）のゲストコメンテーター
- サンデープロジェクト（テレビ朝日）のレギュラーコメンテーター

### CM
- トヨタ プリウス（初代・1998年）のCM